# تالکین: یک پدیده فرهنگی
تالکین: یک پدیده فرهنگی (انگلیسی: Tolkien: A Cultural Phenomenon) یک کتاب نقد ادبی است که در سال ۲۰۰۳ توسط برایان روزبری دربارهٔ نویسنده انگلیسی جی آر آر تالکین و نوشته‌هایش دربارهٔ دنیای داستانی او در سرزمین میانه، به ویژه ارباب حلقه‌ها، منتشر شد.